# Hakodate
Hakodate (japonsko Hakodate-shi 函館市) je mesto in pristanišče v japonski prefekturi Hokaido na istoimenskem otoku in glavno mesto podprefekture Ošima. Je pomembno administrativno, gospodarsko in kulturno središče južnega Hokaida. Kot pomembno pristanišče je mesto prišlo v stik z mnogimi različnimi kulturami, o čemer priča tudi podoba mestnih ulic in Zahodna četrt v mestu.
Hakodate obišče letno več kot 4 milijone obiskovalcev, ki jih tja privabi bogata ponudba morske hrane in številne japonske termalne kopeli onsen (japonsko 温泉). Mesto je z železniškim omrežjem hitrih vlakov šinkansen povezano s Tokijem.